# Angelus (nagrada)
Angelus je poljska nagrada za društvene djelatnosti koja se dodjeluje u gradu Lublinu i književne djelatnosti koja se dodjeluje u gradu Wrocławu. Nagrade se dodjeljuju u šest kategorija. 

## Dobitnici iz kategorije književnosti
- 2006. – Jurij Andruhovyč
- 2007. – Martin Pollack
- 2008. – Péter Esterházy
- 2009. – Josef Škvorecký
- 2010. – György Spiró
- 2011. – Svjetlana Aleksijevič
- 2012. – Miljenko Jergović
- 2013. – Oksana Zabužko
- 2014. – Pavol Rankov
- 2015. – Serhij Žadan
- 2016. – Varujan Vosganian
- 2017. – Oleg Pavlov
- 2018. – Maciej Płaza

## Vanjske poveznice
- Službena stranica  Arhivirana inačica izvorne stranice od 23. listopada 2012. (Wayback Machine)
- Angelus Literacka Nagroda Europy Środkowej  Arhivirana inačica izvorne stranice od 24. rujna 2011. (Wayback Machine)